# Mount Aniakchak
Der Mount Aniakchak ist ein 1341 m hoher Stratovulkan in der Aleutenkette, Alaska, USA. Er gilt als der aktivste Vulkan im östlichen Aleutengraben.

## Beschreibung
Die umgebende Caldera von 9,5 km Durchmesser und 600 m Tiefe ist eine der größten der Welt. Sie entstand infolge eines Vulkanausbruches der Stärke 6 auf dem Vulkanexplosivitätsindex um 1645 v. Chr. Dieser Ausbruch ist zeitnah zur Minoischen Eruption des ägäischen Inselvulkans Santorin und spielt in der wissenschaftlichen Auseinandersetzung um deren Datierung eine gewisse Rolle. So werden Materialspuren in Eisbohrkernen, die zuerst Santorin zugeordnet wurden, inzwischen mit dem Aniakchak in Zusammenhang gebracht.

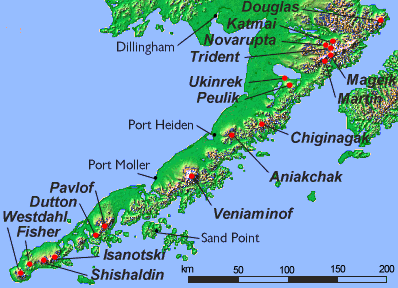
Lage des Aniakchak

Datierungen auf Basis der Tephrochronologie (Tephra- und Aschenablagerungen) belegen einige weitere mächtige Ausbrüche des Vulkans. Um 5250 v. Chr. ± 1000 Jahre ereignete sich ein ähnlich starker Ausbruch wie um 1645 v. Chr. (Auswurf von mindestens 10 Kubikkilometer Tephra). Weitere Eruptionen ereigneten sich um das Jahr 200, 1220 ± 150, 1390 sowie um 1560 ± 50. Beim bislang letzten gesicherten explosiven Ausbruch vom 1. Mai bis Mitte Juni 1931 wurden etwa 0,4 ± 0,05 Kubikkilometer Tephra ausgestoßen.
Aus dem Surprise Lake, einem See in der Caldera, entspringt der Aniakchak River.

## Naturschutz
Seit 1978 stehen der Vulkan und sein Umfeld als Aniakchak National Monument and Preserve unter Naturschutz. Bereits 1967 wurde der Krater des Aniakchak als National Natural Landmark ausgewiesen.

## Forschung
Der Mount Aniakchak wurde in den 1930er Jahren mehrfach von Expeditionen unter Leitung des Naturforschers und Jesuitenpriesters Bernard Hubbard erforscht, der das Gebiet sowohl vor als auch kurz nach einem größeren Ausbruch 1931 bereiste. Dabei entstanden zahlreiche Filmaufnahmen und Fotografien, mit denen Hubbard langjährig Vortragsreisen abhielt und Aniakchak (und Alaska insgesamt) dadurch einer breiteren Öffentlichkeit näher brachte.

## Weblinks

Aniakchak